# Bashambhar Nath Chopra
Bashambhar Nath Chopra (* 1898; † 2. März 1966), meist als B. Chopra bekannt, war ein indischer Zoologe.

## Leben
Von 1923 bis 1944 war Chopra Superintendent und von 1944 bis 1947 war er Direktor des Zoological Survey of India. Von 1947 bis zu seinem Ruhestand arbeitete er zunächst als stellvertretender Berater und anschließend als Berater für Fischereientwicklung bei der indischen Regierung. 
Chopra studierte zunächst die Familie Bopyridae aus der Ordnung der Asseln (Isopoda), die als Ektoparasiten in den Kiemen und unter den Panzern von Krebstieren leben. Er schrieb darüber seine Doktorarbeit und beschrieb zahlreiche neue Arten dieser Gruppe. Seine weiteren Studien umfassten Arbeiten über Amphibien, Reptilien, Mollusken, Insekten, die Fischerei und das Fischsterben. Beim Zoological Survey of India betrieb er umfangreiche Feldstudien in verschiedenen Teilen von Britisch-Indien, neben dem ungeteilten Indien auch in Burma und in Ceylon. 
Im Jahr 1922 unternahmen Chopra und Stanley Wells Kemp eine dreiwöchige intensive faunistische Erforschung der Siju-Höhle in Meghalaya. Die Ergebnisse der Expedition wurden anschließend in einer Reihe von Artikeln veröffentlicht, in denen das Vorkommen von 102 Tierarten, darunter mehrere für die Wissenschaft neue Arten, dokumentiert wurde. Diese Erkundung gilt als Meilenstein in der Geschichte der Biospeläologie Indiens und ist bis heute die bedeutendste biologische Dokumentation einer indischen Höhle. 
1926 unternahm er eine Sammelexpediton in die Shan-Staaten und zum Indawgyi-See in Oberburma.

## Dedikationsnamen
Sunder Lal Hora benannte 1928 den Rubinbärbling (Danio choprae) und 1934 die Bachschmerlenart Triplophysa choprai zu Ehren von B. Chopra. Baini Prashad benannte 1930 Leoparreysia choprae aus der Familie der Fluss- und Teichmuscheln nach Chopra.

## Mitgliedschaften
Bashambhar Nath Chopra war ab 1935, dem Gründungsjahr, gewähltes Mitglied des National Institute of Sciences of India (NISI), das 1970 in Indian National Science Academy (INSA) umbenannt wurde.